# Alex Acker
Pour les articles homonymes, voir Acker.
Alex Maurice Acker, né le 21 janvier 1983 à Compton, Californie, est un joueur américain de basket-ball. Il mesure 1,96 m et joue en position d'ailier.

## Biographie
Il devient rapidement la star des Waves, club sportif de l'université Pepperdine (13,6 points dès sa première saison puis 16,6 points). Acker, 20e meilleur scoreur de l'histoire de son université, décide de se présenter à la Draft 2005 de la NBA.
Il est choisi en dernière position, la soixantième, par les Pistons de Détroit. Chez un candidat sérieux au titre, Acker joue peu (seulement 5 matches, en fin de saison, avec un record de 4 points contre les Timberwolves du Minnesota). Il est envoyé un mois aux Patriots de Fayetteville avant de revenir dans le Michigan.
Acker, dont le contrat n'a pas été renouvelé, retente sa chance dans les camps de la National Basketball Association (NBA). Sans succès. En août 2006, il rejoint l'Europe pour signer à l'Olympiakos Le Pirée.
Acker explose sur la scène européenne et devient l'une des surprises de la saison. Avec des statistiques de 14,3 points, 5,6 rebonds et 2,4 passes décisives, il est un des meilleurs joueurs d'une équipe qui échoue de peu pour disputer le Final Four de l'Euroligue. En championnat grec, il marque en moyenne 12,5 points mais l'Olympiakos échoue en finale contre le Panathinaikos.
Grand, léger, Alex Acker se distingue par des capacités athlétiques hors-normes.
En août 2007, le FC Barcelone fait appel à lui pour pallier le départ de sa star Juan Carlos Navarro.
Le 3 septembre 2010, il signe au Mans pour remplacer Dewarick Spencer, parti au Maroussi Athènes. Après une première saison en demi-teinte, il signe une extension de contrat d'un an à la fin de la saison.
En octobre 2012, il signe avec le club polonais de Asseco Prokom Gdynia qui dispute l'Euroligue. Toutefois, ce dernier, déçu par les prestations de son joueur, 8,1 points à 43 %, 2,8 rebonds, 1,4 passe en 8 matchs en championnat national et 6,3 points à 30 %, 2,7 rebonds, 0,7 passe en 9 matchs d’Euroligue, met un terme à son contrat lors du mois de décembre. Il retrouve le championnat de France en rejoignant le club de Boulazac BD en tant que pigiste médical. Après la fin de la saison régulière, il signe un nouveau contrat en tant que pigiste médical avec le club de Lyon-Villeurbanne pour les playoffs.
Il reste en France lors de la saison suivante en 2013-2014, rejoignant le Limoges CSP. Après des débuts difficiles où il ne répond pas aux attentes de son entraîneur Jean-Marc Dupraz, il devient l'un des grands artisans de la victoire de son équipe en finale du championnat, dont il termine avec le titre de meilleur joueur.
En fin de saison, il rejoint le club turc du İstanbul Büyükşehir Belediyespor. Le 29 décembre 2014, il retrouve le club de Lyon-Villeurbanne, signant un contrat le liant jusqu'à la fin de saison à l'ASVEL en remplacement d'Edwin Jackson parti au FC Barcelone. Le 10 juillet 2015, l'ASVEL Lyon-Villeurbanne annonce qu'Acker n'est pas conservé dans l'effectif.
Le 24 août 2015, il repart en Italie où il signe au Felice Scandone.
Le 10 octobre 2016, il s'entraîne avec Cantù. Le 12 octobre 2016, l'Orléans Loiret Basket lui propose un contrat de deux mois mais Acker le refuse et s'engage avec Cantù pour la saison 2016-2017.
Le 27 novembre 2018, il renforce l'ALM Évreux Basket en seconde division du championnat français. Le 14 décembre, il est dans l'attente de la lettre de sortie de son ancien club grec pour pouvoir être qualifié en France. Grâce à la FIBA qui donne son accord quant à sa lettre de sortie, il peut faire ses débuts avec sa nouvelle équipe le 18 décembre 2018. Le 9 janvier 2019, après trois matches avec Évreux, il quitte le club, n'allant pas au bout de son contrat qui courait jusqu'au 10 février.
Le 26 novembre 2019, à 36 ans, il annonce prendre sa retraite et rejoindre l'agence italienne Omnia Sports comme directeur du scouting.

## Clubs successifs
- 2001-2005 :  Waves de Pepperdine (NCAA)
- 2005-2006 :
  -  Pistons de Détroit (NBA)
  -  Patriots de Fayetteville (NBDL)
- 2006-2007 :  Olympiakos Le Pirée (ESAKE)
- 2007-2008 :  FC Barcelone (Liga ACB)
- 2008-2009 :
  -  Pistons de Détroit (NBA)
  -  Mad Ants de Fort Wayne (NBDL)
  -  Clippers de Los Angeles (NBA)
- 2009-2010 :  Olimpia Milan (Lega A)
- 2010-2012 :  Le Mans Sarthe Basket (Pro A)
- 2012-2013 : 
  -  Asseco Prokom Gdynia (Polska Liga Koszykówki)
  -  Boulazac BD (Pro A)
  -  ASVEL Lyon-Villeurbanne (Pro A)
- 2013-2014 :  Limoges CSP (Pro A)
- 2014-2015 : 
  -  İstanbul Büyükşehir Belediyespor (TBL)
  -  ASVEL Lyon-Villeurbanne (Pro A)
- 2015-2016 :  Felice Scandone (Lega A)
- 2016-2017 :  Pallacanestro Cantù (Lega A)
- 2017-2018 :  Apóllon Pátras (HEBA A2)
- décembre 2018-janvier 2019 :  ALM Évreux Basket (Pro B)

## Palmarès

### En club
- Champion de France avec Limoges en 2014

### Distinctions personnelles
- MVP de la finale de Pro A en 2014
- First-team All-WCC en 2005